# Kay Laurell
Kay Laurell, nata Ruth Leslie (Erie, 28 giugno 1890 – Londra, 31 gennaio 1927), è stata un'attrice statunitense.
È deceduta durante il parto a soli 36 anni.

## Filmografia
- The Brand, regia di Reginald Barker (1919)
- The Valley of the Giants, regia di James Cruze (1919)
- Lonely Heart, regia di John B. O'Brien (1921)